# Moses Pitakaka
Sir Moses Puibangara Pitakaka GCMG (* 24. Januar 1945; † 25. Dezember 2011 in Honiara) war vom 7. Juli 1994 bis zum 7. Juli 1999 Generalgouverneur der Salomonen.

## Leben
Der aus der Provinz Choiseul stammende Moses Pitakaka wurde am 16. Mai 1994 vom Nationalparlament der Salomonen zum Nachfolger für den aus dem Amt scheidenden Generalgouverneur George Lepping gewählt. Als Generalgouverneur rief Pitakaka während der zwischen 1998 und 2000 aufflammenden ethnischen Konflikte im Jahr 1999 den Ausnahmezustand aus.
Pitakaka war verheiratet und hatte Kinder. Er starb nach langer Krankheit am 25. Dezember 2011 im National Referral Hospital in Honiara. Am 28. Dezember wurde ihm ein Staatsbegräbnis zuteil.

## Veröffentlichungen
- The New Creation (2011)